# Бірнсвілл (Пенсільванія)

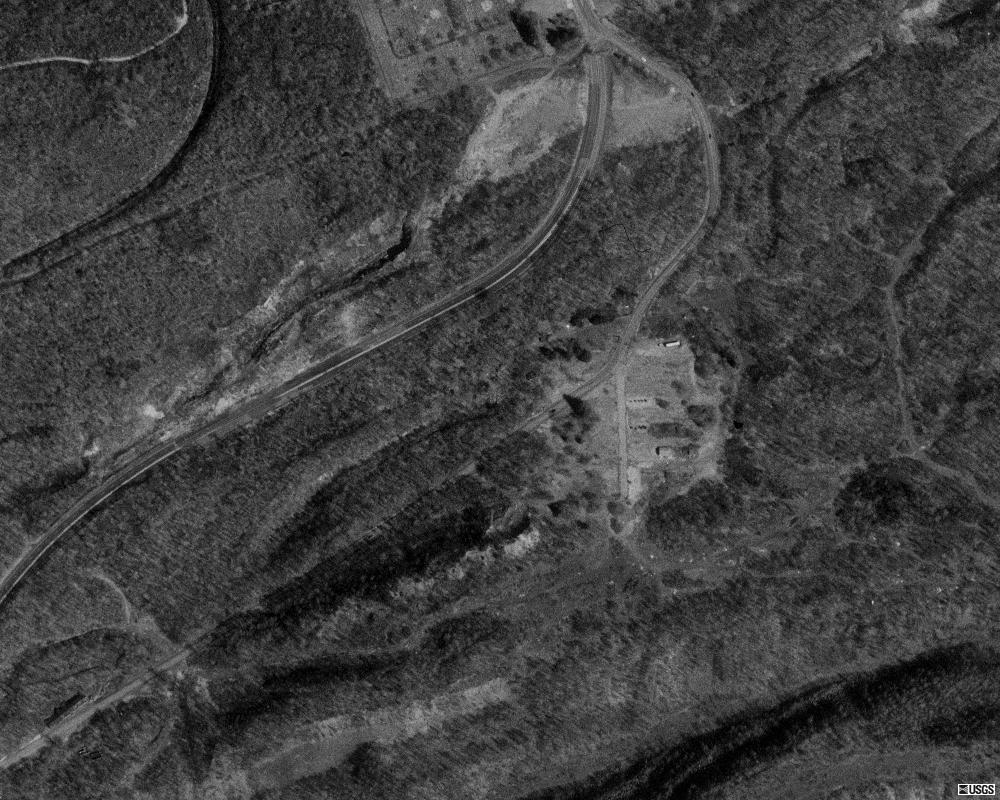
Супутниковий знімок 1999 року, на якому видно галявину, що колись була Бірнсвіллем.

Бірнсвілл (англ. Byrnesville) — колишнє містечко, розташоване близ селища Конінгем Тауншип, округ Колумбія, штат Пенсільванія, США. Знаходилося воно приблизно на півдорозі між Централією та Ешлендом. У 1985 році населення Бірнсвілла становило приблизно 75 осіб, які проживали у 29 будинках.
Бірнсвілл був заснований у 1856 році. Більшість жителів були ірландськими католиками, які працювали на місцевих шахтах з видобутку антрацитового вугілля. Він поділявся на Верхній та Нижній Бірнсвілл. Перші будинки були побудовані в Нижньому Бірнсвіллі близько 1856 року, а у Верхньому Бірнсвіллі — близько 1865 року. Місто мало початкову школу, але вона закрилася в 1930-х роках.
Місто стало однією з жертв пожежі на шахті «Централія». Наприкінці 1983 року Конгрес США 98-го скликання виділив 42 мільйони доларів на допомогу в переселенні сімей, які постраждали від пожежі. Пропозиції щодо переселення отримали мешканці Бірнсвілла та Централії. Останній будинок у Бірнсвіллі було знесено у 1996 році, що означало його зникнення. Станом на липень 2019 року там залишилися лише храм Пресвятої Діви Марії на схилі пагорба на узбіччі шосе 61, інтермодальний контейнер та залишки гаража.